# Мараньян
Мараньян (порт. Maranhão) — штат Бразилії, розташований у Північно-східному регіоні. Площа штату становить 329 тис. км² (8-мий), а населення — 6,7 млн мешканців (12-тий). Межує із штатами Піауї, Токантінс, Пара, омивається Атлантичним океаном. Столиця та найбільше місто штату — Сан-Луїс, заснований французами у 1612 році. Скорочена назва штату «MA».

## Географія
Штат Мараньян займає північні схили Бразильського плоскогір'я, здебільшого покриті саваною, і прибережну низовину з вологими екваторіальними лісами, сильно зведеними до теперішнього часу.
Клімат в штаті жаркий, з поділом на два сезони — дощів і посухи.
Морські порти штату — Сан-Луїс, Ікат.

## Історія
Перша спроба встановити контроль над територією, на якій зараз знаходиться Мараньян, була зроблена в 1535, однак вона не увінчалася успіхом: дослідний флот зазнав аварії недалеко від берега.
Протягом наступних десятиліть Мараньян часто відвідували французькі пірати і чиновники. Вони уклали союз з місцевими індіанцями, обіцяючи захистити їх від португальців. Незабаром на території Мараньян була встановлена влада Франції. Проте вже до 1615 вся область навколо затоки Сан-Луїс була зайнята португальськими силами, і французам довелося залишити Мараньян.
У 1641 Мараньян піддався вторгненню голландців, які прибули туди в пошуках індіанців, яких би могли використовувати як рабів на фермах цукрової тростини в Пернамбуку. Однак голландське присутність було недовгим: в 1644, втомлені від боротьби проти португальців, індіанців і єзуїтів, вони покинули Мараньян.
В 1838 на території провінції Мараньян спалахнуло селянське повстання Балаяда, жорстоко придушене владою.

## Економіка
Основу економіки штату становить сільське господарство, головною галуззю якого є землеробство. На плантаціях Мараньяну вирощується довговолокниста бавовна, цукровий очерет, кава і какао. У долинах річок проводиться збір плодів пальми бабасу, а також знаменитого карнаубського воску.
Попри те, що Мараньян є одним з найбідніших штатів в Бразилії, в штаті спостерігається швидке зростання економіки. Штат активно відвідують туристи, яких залучає чарівність Сан-Луїса та унікальна краса парку Ленсойс, та прибережні області, що заповнені водоймами.